# شینوبو هاشیموتو
شینوبو هاشیموتو (باليابانية: 橋本 忍) (18 أبريل 1918 – 19 يوليو 2018) كان كاتب سيناريو، ومخرج أفلام، ومنتج أفلام ياباني. شريك متكرر لأكيرا كوروساوا، قام بكتابة سيناريوهات أفلام حازت على إشادة واسعة من النقاد مثل راشومون والساموراي السبعة.

## حياته المبكرة
وُلد شينوبو هاشيموتو في محافظة هيوغو باليابان في 18 أبريل 1918. في عام 1938، التحق بالجيش، لكنه أصيب بمرض السل أثناء فترة التدريب، مما أجبره على قضاء أربع سنوات في مصحة للمحاربين القدامى.

## حياته المهنية
أثناء وجوده في المستشفى، أعطاه أحد المرضى مجلة سينمائية، ما أثار اهتمام هاشيموتو بكتابة السيناريو. بدأ حينها في كتابة سيناريو عن تجربته في الجيش، واستغرق العمل عليه ثلاث سنوات.
كان شينوبو هاشيموتو متعاونًا دائمًا مع أكيرا كوروساوا بين عامي 1950 و1970، حيث كتب ثمانية سيناريوهات أخرجها كوروساوا. غالبًا ما عمل مع هيديو أوجوني وريوزو كيكوشيما، بالإضافة إلى كوروساوا نفسه، في كتابة نصوص تلك المشاريع.
حصد هاشيموتو العديد من الجوائز عن أعماله، بما في ذلك مجموعة من جوائز بلو ريبون، وجوائز ماينيشي السينمائية، خصوصًا خلال خمسينيات وستينيات القرن الماضي. كتب أكثر من ثمانين سيناريو، من أبرزها أفلام راشومون، إيكيرو، الساموراي السبعة (1954)، عرش الدم (اقتباس عام 1957 لمسرحية مكبث ضمن سياق ياباني)، والحصن المخفي (1958). كما أخرج ثلاثة أفلام.
نال هاشيموتو إشادة دولية، وألهمت نصوصه أفلامًا شهيرة خارج اليابان، منها السبعة الرائعون (1960، وأعيد إنتاجه عام 2016)، وهو إعادة إنتاج لفيلم الساموراي السبعة، وحرب النجوم (1977)، الذي صرح جورج لوكاس أنه استلهمه من فيلم الحصن المخفي.
في عام 2006، نشر مذكراته بعنوان «السينما المركبة: أكيرا كوروساوا وأنا». وفي عام 2008، كتب سيناريو لفيلم أريد أن أكون محارًا، وهو اقتباس جديد لمسلسل تلفزيوني كتبه لشبكة تلفزيون طوكيو عام 1958، وتم تحويله لفيلم كامل بعد الحرب العالمية الثانية.

## أعماله
يُنسب إلى شينوبو هاشيموتو الفضل في المشاركة في صناعة ما لا يقل عن 85 فيلمًا، أبرزها:
- 1950: راشومون
- 1952: إيكيرو
- 1954: الساموراي السبعة
- 1957: عرش الدم
- 1958: الحصن المخفي
- 1960: الشرير ينام جيدا
- 1962: هاراكيري
- 1967: تمرد الساموراي
- 1967: أطول يوم في اليابان

## وفاته
بلغ شينوبو هاشيموتو عامه المئة في أبريل 2018. وتوفي في طوكيو في 19 يوليو 2018 عن عمر ناهز 100 عام.
في مقال تكريمي نشرته مجلة تايم، أعرب المخرج السينمائي أنطوان فوكوا عن احترامه لهاشيموتو ككاتب سيناريو، قائلاً: «(عمل هاشيموتو) مع أكيرا كوروساوا وهيديو أوجوني كان جميلًا وشاعريًا وقويًا ومفجعًا. كان يتمحور حول العدالة، والتضحية، وجعلني أرغب في أن أكون واحدًا من مجموعة هؤولاء الرجال».

## وصلات خارجية
- شینوبو هاشیموتو على موقع IMDb (الإنجليزية)
- شینوبو هاشیموتو على موقع ألو سيني (الفرنسية)
- شینوبو هاشیموتو على موقع ميوزك برينز (الإنجليزية)
- شینوبو هاشیموتو على موقع أول موفي (الإنجليزية)
- شینوبو هاشیموتو على موقع قاعدة بيانات الأفلام السويدية (السويدية)
- شینوبو هاشیموتو على موقع قاعدة بيانات الفيلم (الإنجليزية)
- شینوبو هاشیموتو على موقع كينوبويسك (الروسية)